# Buzz l'Éclair
Cet article concerne le personnage. Pour le film qu'il met en scène, voir Buzz l'Éclair (film).
 (avril 2022).
Si vous disposez d'ouvrages ou d'articles de référence ou si vous connaissez des sites web de qualité traitant du thème abordé ici, merci de compléter l'article en donnant les références utiles à sa vérifiabilité et en les liant à la section « Notes et références ».
Buzz l'Éclair (anglais : Buzz Lightyear, en versions originale et québécoise) est un personnage de fiction américain inspiré de l'astronaute Buzz Aldrin. 
Il est apparu pour la première fois dans le film d'animation Toy Story, puis dans ses suites Toy Story 2, Toy Story 3 et Toy Story 4 qui forment la série de films Toy Story. Il est également apparu dans le film Buzz l'Éclair, le film : Le Début des aventures et dans la série animée télévisée Les Aventures de Buzz l'Éclair. Il a aussi eu le droit à un film retraçant son histoire en tant que ranger de l'espace, se nommant Buzz l'Éclair, sortie en salle le 17 juin 2022.

## Description
Buzz l'Éclair est un jouet anthropomorphe ultra perfectionné représentant un « ranger de l'espace » (anglais : space ranger en version originale, et « patrouilleur de l'espace » en version québécoise), fabriqué en série et vendu dans les grands magasins. Sous les ordres de Star Command (« Astrobase » en version québécoise), il affronte le terrible Empereur Zurg pour la sauvegarde de l'humanité dans une série d'animation télévisée. Sa devise est « Vers l'infini, et au-delà ! » (anglais : « To infinity, and beyond! » en version originale, et « Vers l'infini, et plus loin encore ! » en version québécoise).
Buzz est, lui, persuadé qu'il n'est pas un jouet, mais qu'il est le véritable Buzz l'Éclair, qu'il est réellement en mission secrète et que Zurg est réellement son ennemi.
Dans Toy Story, quand il arrive dans la chambre d'Andy, un petit garçon, il rencontre le Shérif Woody. Celui-ci va essayer de le ramener à la raison et de lui faire comprendre qu'ils ne sont que des jouets. À la fin de Toy Story 2, Buzz a un faible pour Jessie, la cow-girl. En outre, ce deuxième opus parodie la célèbre scène de L'Empire contre-attaque, quand un autre exemplaire de Buzz affronte Zurg et, vaincu, l'accuse d'avoir tué son père; seulement pour entendre l'aveu que Zurg est son père.

## Doublage
Tim Allen est l'acteur qui interprète Buzz en version originale dans la plupart de ses apparitions, notamment les quatre films Toy story ainsi que Buzz l'Éclair, le film : le début des aventures sorti en 2000. Patrick Warburton reprend le rôle dans la série télévisée ainsi que dans le jeu vidéo qui en a été tiré. Toujours côté jeux vidéo, quand ce n'est pas Tim Allen qui s'en charge, Buzz est interprété par Patrick Fraley dans le jeu sorti entre 1996 et 2000 puis par Mike MacRae (en), excepté dans Little Big Planet 3 où Frank Todaro le double. Le comédien prêtant sa voix à Buzz dans Disney's Extreme Skate Adventure n'est pas crédité au générique. Il sera doublé par Chris Evans dans la version originale de son film spin-off Buzz l’Éclair et par François Civil pour sa version française.
En France, Buzz est doublé par Richard Darbois (Michel Dodane dans Rex, le roi de la fête), et par Mario Desmarais dans la version québécoise (remplacé par Daniel Picard pour le troisième et quatrième opus). Dans la version française de la série, Buzz prononce le nom de son supérieur, Star Command, à l'américaine, alors que les autres personnages le prononcent à la française (tout comme Woody dans le premier Toy Story).
Son prénom est inspiré de l'astronaute d'Apollo, Buzz Aldrin.
Buzz l'Éclair est le héros des attractions Buzz Lightyear's Astro Blasters présente dans plusieurs parcs Disney.

## Boîte d’emballage (versions français)
La mission de Buzz telle qu'écrite sous son vaisseau spatial en carton :

« Je suis Buzz l'éclair. Je fais partie de la patrouille Gamma du Secteur 4, membre de l'unité d'élite de protection universelle des rangers de l'espace.
Je défends la galaxie contre la menace d'invasion de l'infâme Empereur Zurg, ennemi juré de l'alliance sidérale. »

## Boîte d’emballage (version québécoise)
La mission de Buzz telle qu'écrite sous son vaisseau spatial en carton :

« Ici Buzz Lightyear. Je suis posté au Quadrant Gamma du Secteur 4, en tant que membre de la brigade d'élite des patrouilleurs de l'espace, affectée à la protection de l'univers.
Je protège la galaxie du risque d'invasion du méchant Empereur Zurg, l'ennemi juré de l'alliance galactique. »

## Interprètes principaux
- Voix originale : Tim Allen (voix principale), Patrick Warburton (série télévisée) Chris Evans (voix principale) Patrick McKenna (le court-métrage série televisée)
- Voix allemande : Walter von Hauff (de)
- Voix brésilienne : Guilherme Briggs (pt)
- Voix croate : Ranko Zidarić
- Voix danoise : Thomas Eje
- Voix espagnole : José Luis Gil (Toy Story, Toy Story 2, Toy Story 3 et Toy Story 4) et Luis Manuel Martin Diaz (Disney Infinity Rex le roi de la fête)
- Voix finnoise : Santeri Kinnunen
- Voix flamande : Vic De Wachter
- Voix française : Richard Darbois Michel Dodane (Les Aventures de Buzz l'Éclair Rex, le roi de la fête Disneyland Paris Buzz l'Éclair Laser Blast et Disney Infinity) et François Civil (Buzz l'Éclair) Adrien Antoine (le court-métrage Buzz l'Éclair Toon séries télévisée Buzz l'Éclair Intergalactique et jeux vidéo Disney Speedstorm)
- Voix grecque: Giorgos Lantos (Γιώργος Λιάντος)
- Voix hispano-américaine : José Luis Orozco
- Voix hébraïque : Alon Neumann
- Voix hongroise : György Dörner
- Voix hindi : Ranveer Singh (Toy Story, Toy Story 2, Toy Story 3 et Toy Story 4) et Varun Dhawan (Buzz l'Eclair)
- Voix italienne : Massimo Dapporto
- Voix japonaise : George Tokoro
- Voix néerlandaise : Coen van Vrijberghe de Coning (Toy Story) Kees Prins (Toy Story 2) et Jan Elbertse (Toy Story 3)
- Voix norvégienne : Sven Nordin
- Voix polonaise : Tomasz Konieczny (Toy Story) et Łukasz Nowicki (Toy Story 2 et Toy Story 3)
- Voix portugaise : Paulo B.
- Voix québécoise : Mario Desmarais (Toy Story et Toy Story 2), Daniel Picard (Toy Story 3 et Toy Story 4) et Xavier Dolan (Buzz l'Éclair)
- Voix roumaine : Damian Victor Oancea
- Voix russe : Stanislav Kontsevich (Станислав Концевич)
- Voix slovaque : Miroslav Noga
- Voix suédoise : Fredrik Dolk
- Voix tchèque : Pavel Soukup
- Voix turque : Haluk Bilginer

- À noter que les seules adaptations dont Richard Darbois n'a pas doublé le personnage sont le Toy Story Toons Rex le Roi de la Fête et le jeu vidéo Disney Infinity, où il est remplacé par Michel Dodane par manque de disponibilité.